# Sanremo-Festival 1990
Die 40. Ausgabe des Festival della Canzone Italiana di Sanremo fand 1990 vom 28. Februar bis zum 3. März im Palafiori bei Sanremo statt und wurde von Johnny Dorelli und Gabriella Carlucci moderiert.

## Ablauf
Anlässlich der 40. Ausgabe führte Adriano Aragozzini, zum zweiten Mal künstlerischer Leiter des Festivals, große Neuerungen ein. Nach dem Vorbild der späten 60er-Jahre wurden den 20 Teilnehmern der Hauptkategorie internationale Musiker zur Seite gestellt, die die Festivalbeiträge in einer zweiten Version präsentierten. Im Gegensatz zum früheren Modell wurde die zweite Version allerdings außer Konkurrenz geführt. Außerdem kehrte das Orchester zurück, alle Auftritte waren also wieder vollständig live. Ausnahmsweise fand das Festival in diesem Jahr nicht im Stadtzentrum statt, sondern einige Kilometer außerhalb im sogenannten Palafiori, der als Teil des neuen Blumenmarkts von Sanremo errichtet worden war. Gabriella Carlucci kehrte nach zwei Jahren als Moderatorin zurück, diesmal an der Seite des zweimaligen Sanremo-Siegers Johnny Dorelli. Die fünf Abende des Vorjahres wurden vorerst wieder auf vier reduziert (erst ab 1995 wurden es endgültig fünf Abende). Das Abstimmungssystem über Totip-Wettscheine wurde abgeschafft, womit das Ergebnis in beiden Kategorien wieder ganz in den Händen von Jurys lag.
In der Newcomer-Kategorie gingen 16 Teilnehmer ins Rennen, von denen zehn das Finale am dritten Abend erreichten; die 20 Campioni hingegen gelangten alle direkt ins Finale. Die Favoritenrolle fiel in diesem Jahr eindeutig Pooh zu, der erfolgreichsten Band Italiens, die seit ihrer Gründung 1966 noch nie am Sanremo-Festival teilgenommen hatte, und zusammen mit Dee Dee Bridgewater Uomini soli (Angel of the Night) präsentierte. Sehr positiv fiel auch Toto Cutugno mit Gli amori auf, der bereits bei seiner zehnten Teilnahme war; ihm kam vor allem die Kombination mit Ray Charles zugute, der das Lied in der englischen Version Good Love Gone Bad interpretierte. Außerdem fand das Duo aus Amedeo Minghi und Mietta mit der romantischen Ballade Vattene amore großen Zuspruch (die englische Version All for the Love wurde von Nikka Costa interpretiert). Als eher enttäuschend wurde die Rückkehr der „Diven“ Caterina Caselli und Milva bewertet (mit Miriam Makeba bzw. Sandie Shaw). Patty Pravo sollte ebenfalls teilnehmen, zog sich jedoch im letzten Moment zurück und wurde durch Anna Oxa ersetzt (mit Kaoma).
Bei den Newcomern gewann Marco Masini mit Disperato, er konnte sich auch den Kritikerpreis sichern. Aus dem Finalabend ging schließlich erwartungsgemäß Pooh vor Toto Cutugno und Amedeo Minghi und Mietta als Sieger hervor (die Platzierungen der restlichen Beiträge wurden nicht bekanntgegeben). Der Kritikerpreis in der Hauptkategorie ging zum zweiten Mal in Folge (und zum dritten Mal insgesamt) an Mia Martini, die zusammen mit Manuel Mijares das Lied La nevicata del ’56 (La nevada) präsentiert hatte.

## Teilnehmende Beiträge

### Campioni
- Sieger

| Platzierung | Interpret                         | Lied                              | Autoren                                                              |
| ----------- | --------------------------------- | --------------------------------- | -------------------------------------------------------------------- |
| 1           | Pooh                              | Uomini soli                       | Valerio Negrini, Roby Facchinetti                                    |
| 2           | Toto Cutugno                      | Gli amori                         | Fabrizio Berlincioni, Toto Cutugno, Depsa                            |
| 3           | Amedeo Minghi und Mietta          | Vattene amore                     | Amedeo Minghi, Pasquale Panella, Augusto Martelli                    |
| Finalisten  | Anna Oxa                          | Donna con te                      | Danilo Amerio, Luciano Boero                                         |
| Finalisten  | Marcella und Gianni Bella         | Verso l’ignoto                    | Daniele Di Gregorio, Gianni Bella, Rosario Di Bella                  |
| Finalisten  | Mia Martini                       | La nevicata del ’56               | Carla Vistarini, Franco Califano, Massimo Cantini, Luigi Lopez       |
| Finalisten  | Mango                             | Tu… sì                            | Armando Mango, Mango                                                 |
| Finalisten  | Francesco Salvi                   | A                                 | Francesco Salvi, Mario Natale, Roberto Turatti, Silvio Melloni       |
| Finalisten  | Caterina Caselli                  | Bisognerebbe non pensare che a te | Guido Morra, Maurizio Fabrizio                                       |
| Finalisten  | Riccardo Fogli                    | Ma quale amore                    | Andrea De Angelis, Laurex, Luigi Lopez                               |
| Finalisten  | Sandro Giacobbe                   | Io vorrei                         | Toto Cutugno, Sandro Giacobbe                                        |
| Finalisten  | Paola Turci                       | Ringrazio Dio                     | Alfredo Rizzo, Rambow, Remo Silvestro                                |
| Finalisten  | Milva                             | Sono felice                       | Rosalino Cellamare, Biagio Antonacci                                 |
| Finalisten  | Grazia Di Michele                 | Io e mio padre                    | Grazia Di Michele                                                    |
| Finalisten  | Peppino di Capri                  | Evviva Maria                      | Peppino di Capri, Depsa                                              |
| Finalisten  | Eugenio Bennato und Tony Esposito | Novecento Aufwiedersehen          | Eugenio Bennato, Tony Esposito, Carlo D’Angiò                        |
| Finalisten  | Ricchi e Poveri                   | Buona giornata                    | Depsa, Mauro Paoluzzi, Vittorio Cosma                                |
| Finalisten  | Lena Biolcati                     | Amori                             | Lena Biolcati, Robymiro                                              |
| Finalisten  | Mino Reitano                      | Vorrei                            | Cristiano Malgioglio, Patrizia Vernola, Franco Reitano, Mino Reitano |
| Finalisten  | Christian                         | Amore                             | Fabrizio Berlincioni, Christian, Silvio Amato, Franco Morgia         |

Internationale Teilnehmer (außer Konkurrenz):
- Dee Dee Bridgewater (mit Pooh) – Angel of the Night
- Ray Charles (mit Toto Cutugno) – Good Love Gone Bad
- Nikka Costa (mit Amedeo Minghi und Mietta) – All for the Love
- Kaoma (mit Anna Oxa) – Donna con te
- La Toya Jackson (mit Marcella und Gianni Bella) – You and Me
- Manuel Mijares (mit Mia Martini) – La nevada
- Sandie Shaw (mit Milva) – Deep Joy
- Toquinho (mit Paola Turci) – Nas asas de um violão
- Nicolette Larson (mit Grazia Di Michele) – Me and My Father
- Gilbert Montagné (mit Lena Biolcati) – Elle avait
- Miriam Makeba (mit Caterina Caselli) – Give me a Reason
- Leo Sayer (mit Mango) – The Moth and the Flame
- Sarah Jane Morris (mit Riccardo Fogli) – Speak to Me of Love
- Kid Creole & The Coconuts (mit Peppino Di Capri) – Nobody Does the Lambada Like My Mother and My Father
- Valeria Lynch (mit Mino Reitano) – Quisiera
- America (mit Sandro Giacobbe) – Last Two to Dance
- Eddie Kendricks (mit Christian) – Amore
- Papa Winnie (mit Francesco Salvi) – A
- Jorge Ben (mit Ricchi e Poveri) – Boa jornada
- Moncada (mit Eugenio Bennato und Tony Esposito) – Novecento Aufwiedersehen

### Novità
- Sieger
- In der Vorrunde ausgeschieden

| Platzierung         | Interpret                         | Lied                                                     | Autoren                                                           |
| ------------------- | --------------------------------- | -------------------------------------------------------- | ----------------------------------------------------------------- |
| 1                   | Marco Masini                      | Disperato                                                | Marco Masini, Giancarlo Bigazzi, Giuseppe Dati                    |
| 2                   | Franco Fasano                     | Vieni a stare qui                                        | Fabrizio Berlincioni, Adelio Cogliati, Italo Ianne, Franco Fasano |
| 3                   | Gianluca Guidi                    | Secondo te                                               | Giorgio Calabrese, Augusto Martelli                               |
| Finalisten          | Armando De Razza                  | La lambada strofinera                                    | Renzo Arbore, Armando De Razza                                    |
| Finalisten          | Rosalinda Celentano               | L’età dell’oro                                           | Maurizio Fabrizio, Antonella Maggio                               |
| Finalisten          | Dario Gay                         | Noi che non diciamo mai mai                              | Dario Gay                                                         |
| Finalisten          | Silvia Mezzanotte                 | Sarai grande                                             | Alberto Alessi, Luigi Pirrone                                     |
| Finalisten          | Future                            | Ti dirò                                                  | Ricky Bolognesi, Armando Gentile, Romano Bais, Davide Spurio      |
| Finalisten          | Beppe De Francia und Bea Giannini | Una storia da raccontare                                 | Eliop, Politanò                                                   |
| Finalisten          | Lijao                             | Un cielo che si muove                                    | Adelio Cogliati, Livio Visentin, Piero Cassano                    |
|                     | Lipstick                          | Che donne saremo                                         | Valerio Negrini, Marco Tansini                                    |
| Rosè Crisci         | Favolando                         | Enzo Gragnaniello                                        |                                                                   |
| Elite               | Malinconia d’ottobre              | Oscar Avogadro, Gian Paolo Compagnoni, Massimo Bettalico |                                                                   |
| Proxima             | Oh dolce amor!                    | Stefania Martinelli, Andrea Majocchi                     |                                                                   |
| Maurizio Della Rosa | Per curiosità                     | Maurizio Nazzaro, Marco Luberti                          |                                                                   |
| Sergio Laccone      | Sbandamenti                       | Sergio Laccone                                           |                                                                   |

## Erfolge
Zehn Lieder aus der Hauptkategorie erreichten im Anschluss die Top 25 der italienischen Singlecharts, außerdem drei Zweitversionen und der Siegertitel der Newcomer-Kategorie. Am erfolgreichsten war das drittplatzierte Vattene amore, dicht gefolgt vom Siegertitel Uomini soli.
Als Sanremo-Sieger wurde Pooh auch angeboten, Italien beim Eurovision Song Contest 1990 in Zagreb zu vertreten, was die Band jedoch ablehnte. Toto Cutugno rückte nach und mit dem Lied Insieme: 1992 gelang ihm der zweite Sieg Italiens beim europäischen Wettbewerb.

| Jahr | Titel Interpret                          | Höchstplatzierung, Gesamtwochen, AuszeichnungChartsChartplatzierungen (Jahr, Titel, Interpret, Platzierungen, Wochen, Auszeichnungen, Anmerkungen) | Anmerkungen            |
| Jahr | Titel Interpret                          | IT | Anmerkungen            |
| ---- | ---------------------------------------- | --- | ---------------------- |
| 1990 | Vattene amore Amedeo Minghi und Mietta   | IT1 (32 Wo.)IT | Platz 3                |
| 1990 | Uomini soli Pooh                         | IT1 (20 Wo.)IT | Platz 1                |
| 1990 | Donna con te Anna Oxa                    | IT6 (20 Wo.)IT | Finalist               |
| 1990 | A Francesco Salvi                        | IT6 (14 Wo.)IT | Finalist               |
| 1990 | Disperato Marco Masini                   | IT7 (31 Wo.)IT | Platz 1 (Newcomer)     |
| 1990 | Gli amori Toto Cutugno                   | IT9 (8 Wo.)IT | Platz 2                |
| 1990 | Angel of the Night Dee Dee Bridgewater   | IT11 (15 Wo.)IT | Zweitversion, Platz 1  |
| 1990 | Tu… sì Mango                             | IT13 (23 Wo.)IT | Finalist               |
| 1990 | La nevicata del ’56 Mia Martini          | IT13 (9 Wo.)IT | Finalist               |
| 1990 | Verso l’ignoto Marcella und Gianni Bella | IT15 (7 Wo.)IT | Finalist               |
| 1990 | A Papa Winnie                            | IT17 (6 Wo.)IT | Zweitversion, Finalist |
| 1990 | Donna con te Kaoma                       | IT19 (6 Wo.)IT | Zweitversion, Finalist |
| 1990 | Ma quale amore Riccardo Fogli            | IT25 (1 Wo.)IT | Finalist               |
| 1990 | Io e mio padre Grazia Di Michele         | IT25 (1 Wo.)IT | Finalist               |

## Belege
1. ↑  Guido Racca: M&D Borsa Singoli 1960-2019. Selbstverlag, 2019, ISBN 978-1-09-326490-6.